# Paweł (biskup koptyjski)
Paweł (imię świeckie Azmi Anis Sa’ad, ur. 23 sierpnia 1951) – duchowny Koptyjskiego Kościoła Ortodoksyjnego, od 1989 biskup Tanty.

## Biografia
Od 24 kwietnia 1976 r. był mnichem. 4 czerwca 1976 r. przyjął święcenia kapłańskie. 25 maja 1980 r. został wyświęcony na biskupa przez Szenudę III. Początkowo pełnił posługę biskupa pomocniczego Damietty, a 18 czerwca 1989 r. mianowany został biskupem Tanty. Obecnie jest także przewodniczącym wydziału ds. rodziny przy Patriarchacie Aleksandryjskim. 9 kwietnia 2017 r., gdy w tantańskiej katedrze św. Jerzego doszło do masakry chrześcijan, biskup był celem zamachu. Nie był on jednak wówczas obecny w świątyni, dzięki czemu przeżył.